# جان فرین
جان فرین (انگلیسی: John Frain؛ زادهٔ ۸ اکتبر ۱۹۶۸) بازیکن فوتبال اهل بریتانیا است.
از باشگاه‌هایی که در آن بازی کرده‌است می‌توان به باشگاه فوتبال نورث‌همپتون تاون و باشگاه فوتبال بیرمنگام سیتی اشاره کرد.